# Düdelsheim (Adelsgeschlecht)
Die Herren von Düdelsheim waren eine ritterständige Adelsfamilie im heutigen Hessen, die vor allem im Osten der Wetterau begütert war.

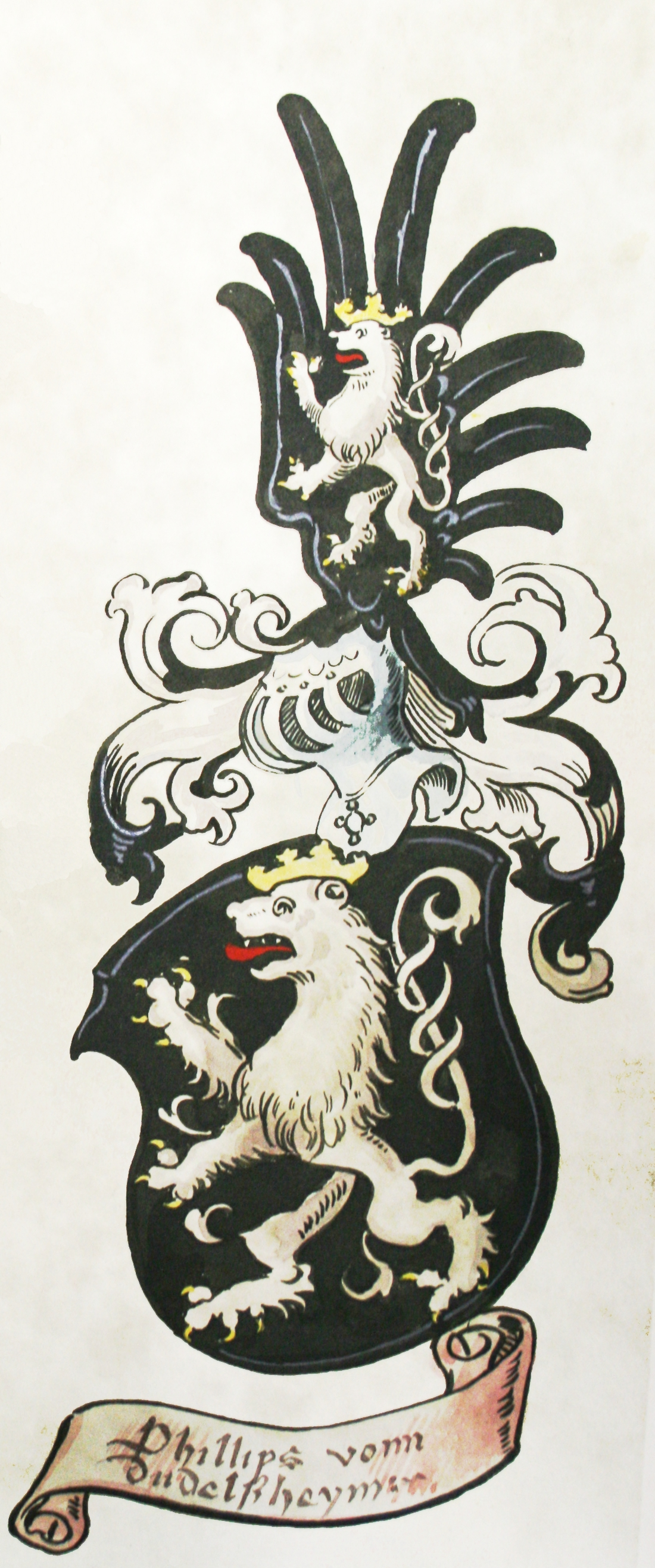
Wappen des Friedberger Burgmannen Philipp von Düdelsheim im Salbuch des Klosters Naumburg, Buchmalerei des 16. Jahrhunderts.

## Geschichte
Die Familie ist zu unterscheiden von einer gleichnamigen Familie, die Besitz im Bachgau um Babenhausen hatte und drei Rohrkolben im Wappen führt. Diese leitet ihren Namen vom Ort Dietesheim ab und ist wie die Wetterauer Herren von Düdelsheim häufig als Lehensnehmer der Herren und Grafen von Hanau nachgewiesen.
Die Wetterauer Herren von Düdelsheim nannten sich nach dem 792 erstmals urkundlich erwähnten Büdinger Stadtteil Düdelsheim und gehören damit zu den zahlreichen Ministerialengeschlechtern des Rhein-Main-Gebiets, deren Ursprünge in einer frühen Ortsherrschaft der staufischen Zeit zu suchen sind. Erstmals wird 1239 ein Rudolf von Düdelsheim als Zeuge einer Urkunde erwähnt, welche die Beilegung eines Streites zwischen Ulrich I. von Münzenberg und seinem Sohn Kuno zu Frankfurt dokumentiert. In sehr rascher Folge erscheinen die Düdelsheimer nun als Ganerben der nur kurzzeitig bestehenden Reichsburg auf dem Glauberg.
Mit der Zerstörung oder Aufgabe der Burg durch die Burgmannschaft sind weitere Schenkungen des Besitzes in der östlichen Wetterau fassbar. In ysenburgische Dienste als Burgmannen treten die Düdelsheimer erst später als die in vergleichbarer Position befindlichen Herren von Büches. Auch an der Ganerbschaft Lindheim waren sie zunächst nicht beteiligt. Die Ausbildung eines eigenen Territoriums an ihrem Stammsitz wurde ebenfalls durch Ysenburg verhindert. Die Düdelsheimer sind aber zahlreich in Diensten der Grafen von Hanau nachgewiesen. Um sich den Einflüssen größerer Territorialherren zu entziehen, strebten sie wie viele lokale Niederadlige nach einer Beteiligung an der Burggrafschaft Friedberg, wo sie zu den bedeutenderen Burgmannenfamilien zählten, die mehrmals Regimentsburgmannen und Baumeister stellten.
Das Geschlecht starb am 12. August 1587 mit Anton von Düdelsheim in männlicher Linie aus. In die Zeit um 1600 fällt der Tod von Dorothea von Düdelsheim, Äbtissin des Klosters Altenberg an der Lahn, vermutlich eine Schwester oder Cousine Antons. Sie wird in der um 1650 entstandenen Altenberger Chronik ausführlich gewürdigt aufgrund ihrer Gelehrsamkeit, der Beherrschung der lateinischen Sprache und ihrem Einsatz für die Rechte des Klosters.

## Wappen
Im schwarzen Feld ein silberner, aufgerichteter, gekrönter Löwe. Der Löwe ist auf der Helmzier wiederholt, die aus einem schwarzen Adlerflügel besteht. Die Helmdecken sind schwarz und silber.

## Historischer Besitz
- Burglehen in der Burg Glauburg
- Burgmannenhaus in der Reichsburg Friedberg[6]
- In der seit 1405 bestehenden Ganerbschaft Staden um die Burg Staden besaß Mengos von Düdelsheim ein Neuntel des 4. Viertels und war damit einer von 19 Teilhabern.[7]
- Möglicherweise ein früher Burgsitz in Ortslage von Düdelsheim.[8]
- Vorgängerburg in Ortslage anstelle des späteren Schloss Stammheim[9]

### Ysenburgische Ämter und Lehen
- Burglehen in der Burg Büdingen.[10]
- Hofreite mit dreieinhalb Huben Land in Heldenbergen[11]
- Vermutlich aus der Falkensteiner Erbschaft einen Burgsitz in Assenheim sowie den Fronhof in Bauernheim.[11][12]

### Hanauische Ämter und Lehen
- 1292 ist Hartmann von Düdelsheim Burgmann Ulrichs I. von Hanau in dessen Burg Babenhausen.[13]
- 1323 ist Johann von Düdelsheim unter den Testamentsvollstreckern für Ulrich II.[14]
- Mengos von Düdelsheim fungierte mehrfach als Bürge für Ulrich IV. Für diese Dienste erhielt er ein hanauisches Burglehen im Freigericht Kaichen und im Busecker Tal (letzteres verpfändete er allerdings bald wieder an Erwin von Trohe). Zunächst besaß er ein Lehen in der hanauischen Burg Windecken und stieg später zum Amtmann in Assenheim auf, wo er den hanauischen Anteil an der Burg Assenheim pfandweise innehatte. In dieser Funktion folgten ihm seine Söhne Mengos d. J. und Henne nach.[15]